# Friedrich von Hahn (Astronom)

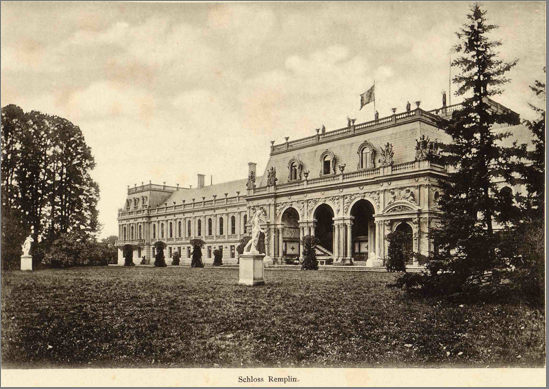
Historische Aufnahme von Schloss Remplin nach Umbauten durch spätere Besitzer (1940 zerstört)

Friedrich II. Graf von Hahn, bis 1802: Friedrich II. Hahn (* 27. Juli 1742 in Neuhaus, Herzogtum Holstein; † 9. Oktober 1805 in Remplin, Herzogtum Mecklenburg-Schwerin) war ein deutscher Großgrundbesitzer, Naturphilosoph und Astronom.

## Leben
Friedrich Hahn (Nr. 359 der Geschlechtszählung; von Hahn erst seit der Grafung 1802) entstammte dem mecklenburgischen Uradel. Das Geschlecht war seit 1337 in Basedow (Mecklenburg) ansässig und zählte an der Schwelle zum 19. Jahrhundert zu den größten Großgrundbesitzern des Landes. Hahn wurde auf Gut Neuhaus in Holstein als Sohn von Friedrich I. († 1772) und Christine Magdalena von Brockdorff geboren, die das Gut in die Ehe eingebracht hatte. Er verlebte seine erste Lebenshälfte in Holstein und studierte von 1760 bis 1763 an der Christian-Albrechts-Universität zu Kiel Naturwissenschaften, Mathematik und Astronomie. In dieser Zeit lernte er Johann Gottfried Herder kennen, mit dem ihn eine Freundschaft verband und den er später großzügig finanziell unterstützte. Herder widmete ihm später die Ode „Orion“.

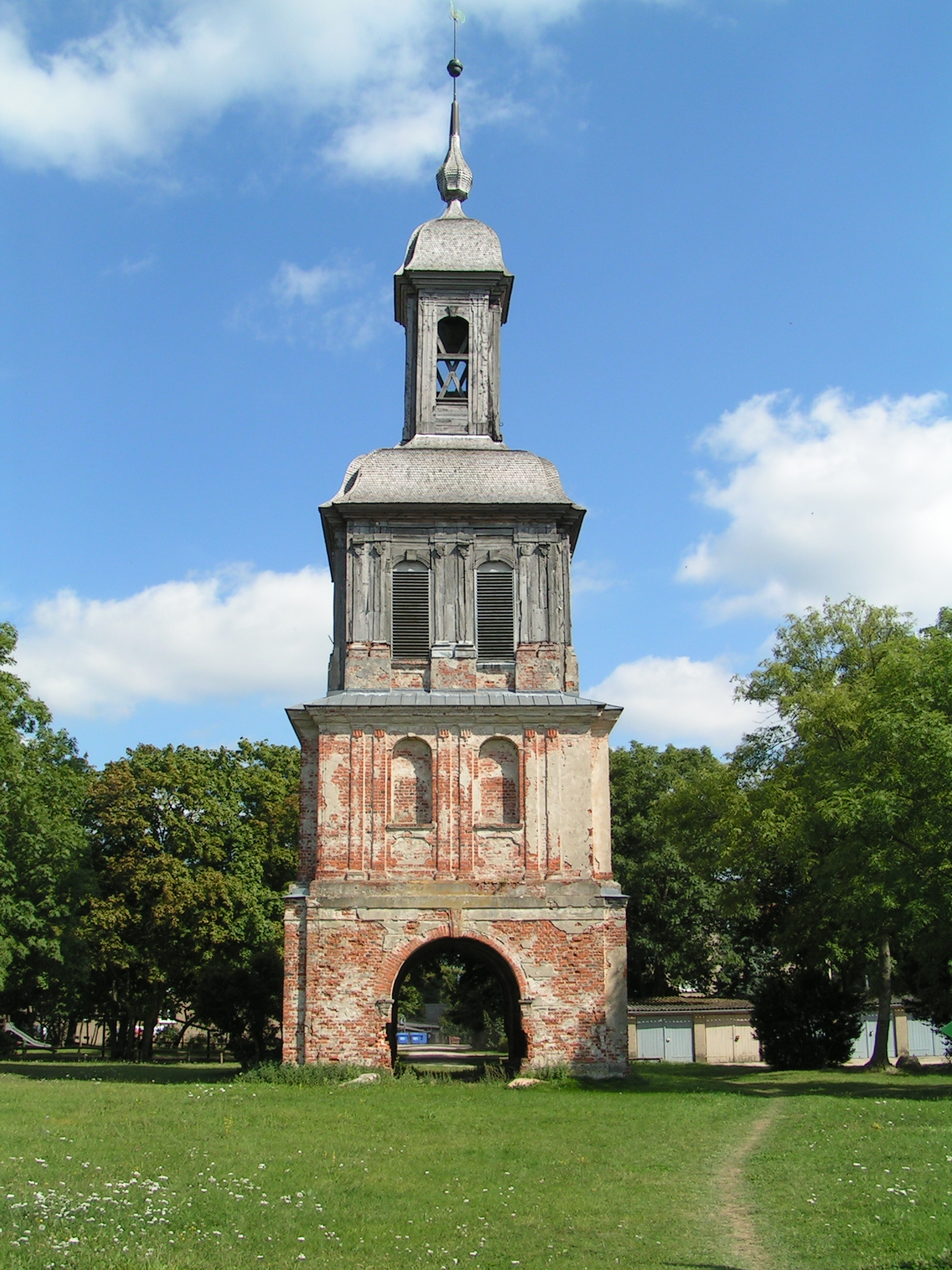
Ehemaliger Torturm des Rempliner Schlosses

1772 starb Hahns Vater. Da sein ältester Bruder Ludwig Kay (1735–1759) bei einem Duell getötet und sein älterer Bruder Dethlev (1736–1809) entmündigt worden war, wurde Friedrich de facto Haupterbe und einziger Sachwalter der umfangreichen Familiengüter. Als 1779 mit seinem Vetter Claus Ludwig Hahn die Rempliner Linie der Hahns ausstarb, erbten Friedrich und sein Bruder das Gut Remplin, das sich seit 1405 im Familienbesitz befand, sowie zahlreiche weitere Güter in Mecklenburg. Zugleich erbte Friedrich Hahn das mit dem Gut Pleetz verbundene Amt des Erblandmarschalls der Herrschaft Stargard. Er verlegte seinen Wohnsitz nach Remplin, modernisierte die Landwirtschaft, ließ Herrenhäuser bauen und errichtete mehrere Glashütten. In neuerbauten Gewächshäusern in Remplin ließ er exotische Früchte und Blumen ziehen. Nach weiteren Gutskäufen besaß er am Ende seines Lebens 60 Güter mit zahlreichem Zubehör in Holstein, Mecklenburg und der Wetterau. Damit war er nach den Landesherren der reichste Grundbesitzer, den es jemals in Mecklenburg gegeben hat.
Hahn veranlasste auch außerhalb von Remplin umfangreiche Bautätigkeiten, so geht der Neubau des Schlosses in Faulenrost, des von seinem Sohn Carl genutzten Gutes Tressow und des von dem anderen Sohn Ferdinand bewohnten Gutes Grabowhöfe auf ihn zurück, außerdem Modernisierungsarbeiten am Schloss Basedow, die Renovierung der Kirche Basedow und der Neubau des Kirchturms in Bristow.
Der aufgeklärte Humanist Hahn hielt sich selbst weitgehend vom öffentlichen Leben und vom Hofleben fern. Man sagt ihm ein bescheidenes Wesen nach. Äußerlich wird er als unscheinbar und von schwächlicher, etwas verwachsener Statur beschrieben. Bei seinen Untertanen stand er in hohem Ansehen, da er einheitliche Löhne festsetzte und auf seinen holsteinischen Besitztümern Schulen bauen ließ. Auch erhöhte er das Kapital einer „Milde-Stiftung für hilfsbedürftige Personen des weiblichen Geschlechts“.
In seinen frühen Jahren betätigte sich Hahn selbst nicht wissenschaftlich. Er unterhielt Briefwechsel mit Herder, dem Astronomen Johann Elert Bode und dem dänischen Staats- und Außenminister Graf von Bernstorff. Darüber hinaus förderte er junge Gelehrte, Dichter, wie Johann Hinrich Thomsen, und  wissenschaftliche Unternehmungen. Moses Mendelssohn nennt ihn den geistreichsten Mann, der ihm je begegnet sei. Den Rostocker Professor der Mathematik Peter Johann Hecker unterstützte er mit der Leihgabe eines Quadranten, als dieser die geographische Breite Rostocks berechnete.

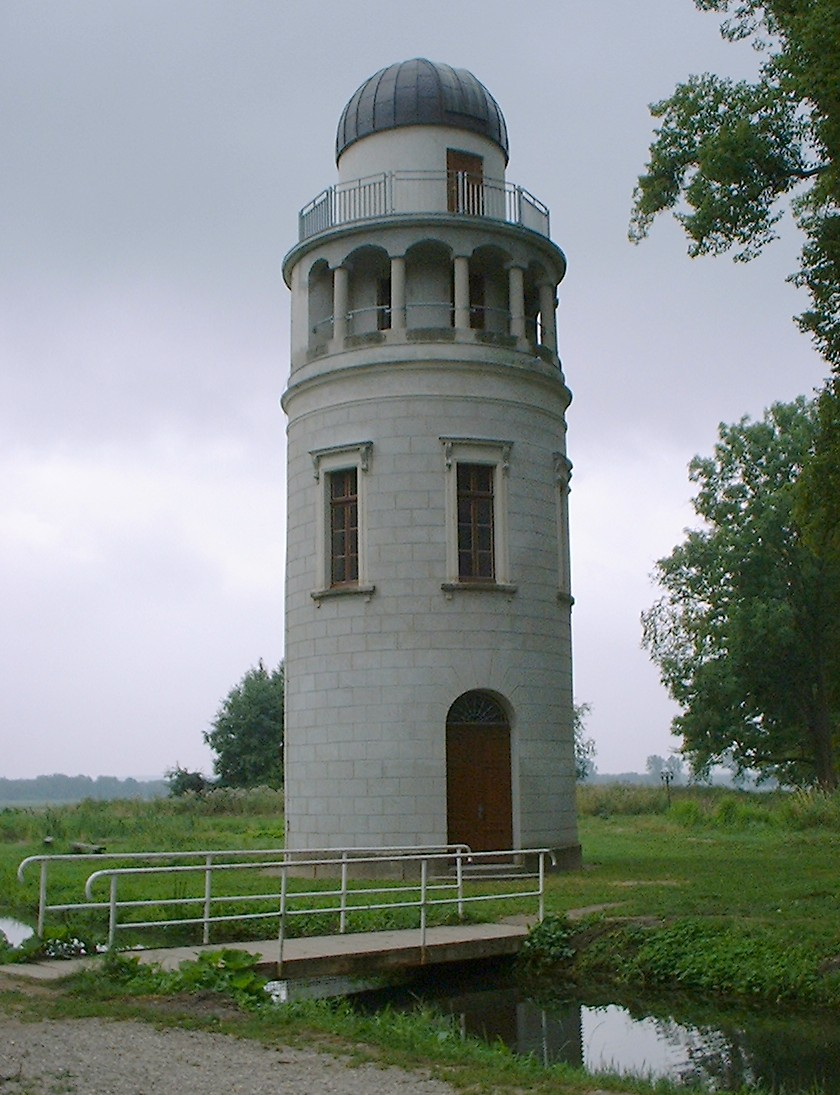
Turm der Sternwarte Remplin

Hahn errichtete 1792/93 im Park des Herrenhauses Remplin eine Privatsternwarte und stattete sie großzügig mit Instrumenten aus. Die Sternwarte Remplin verfügte seinerzeit über Spiegelteleskope, die zu den größten Europas gehörten. Die Spiegel waren von Wilhelm Herschel hergestellt worden. Der heute nur noch zu einem Teil erhaltene Bau gilt nach der Mannheimer Sternwarte als zweitältestes erhaltenes Sternwartengebäude in Deutschland und nach Ivenack als eine der ältesten belegbaren Sternwarten in Mecklenburg. Der Sternwartenturm, von dem nur noch eine Ruine stand, wurde in den letzten Jahrzehnten durch einen Förderverein rekonstruiert und mit einer Kuppel versehen.
1800 entdeckte Hahn den Zentralstern des Ringnebels im Sternbild Leier. Schon 1796 sah er den Orionnebel als eine Himmelsregion an, in der Sterne entstehen können. Die Ergebnisse seiner Beobachtungen der Mondoberfläche, der Planeten, der Sonne und nebliger Objekte fasste er in 17 Veröffentlichungen zusammen.
In Remplin besaß Hahn ebenfalls eine Bibliothek mit 12.000 Bänden und unterhielt eine eigene Musikkapelle. Zu seinen dortigen Gästen gehörten Johann Friedrich Zöllner, der seinen Aufenthalt und die Hahnsche Sternwarte und Bibliothek in einer Reisebeschreibung von 1795 beschrieben hat, und am 29. Juli 1796 die spätere Königin Luise von Preußen mit ihrem Gemahl. Als Hahns wissenschaftlicher Gehilfe fungierte ab 1798 der studierte Theologe Johann Dietrich Zylius, der auch als Physiker forschte und sich besonders für Meteorologie interessierte.
Am 7. September 1802 wurde Hahn in den erblichen Reichsgrafenstand erhoben. Er verstarb 1805 im Alter von 63 Jahren und fand in einer Familiengruft vor dem Hauptaltar der Kirche Basedow seine letzte Ruhe.

## Familie
Friedrich II. Hahn war seit 3. Januar 1766 mit  Wilhelmine Christine, geb. von Both (1744–1801), verheiratet, einer Tochter des Oberhauptmanns Adolph von Both aus dem Hause Rankendorf. Der Ehe entstammten fünf Söhne, von denen nur Ferdinand von Hahn (1779–1805), später Gutsbesitzer auf Grabowhöfe und Begründer der lutherischen Linie des Geschlechts, und der als „Theatergraf“ bekannt gewordene Karl (von) Hahn (1782–1857), Begründer der katholischen Linie des Geschlechts, das Erwachsenenalter erreichten.

## Nachruhm
An seinem Lebensende hatte Friedrich von Hahn den Grundbesitz seines Geschlechts beträchtlich vermehrt und in eine Größenordnung gebracht, wie sie niemals zuvor und niemals wieder erreicht wurde. Seine Söhne Ferdinand (1779–1805) und Karl (1782–1857) führten die gräfliche Linie in den Stämmen Basedow und Remplin fort. Der jüngere Sohn Karl von Hahn auf Remplin – wegen seiner Leidenschaft für das Theater als „Theatergraf“ bekannt – brachte jedoch binnen weniger Jahre einen Großteil des väterlichen Erbes durch. Im großen Hahnschen Güterkonkurs kamen 1816 viele, bisweilen jahrhundertealte Besitzungen der Hahns in andere Hände, darunter auch das Gut Remplin. Friedrich von Hahns Enkelin Ida Hahn-Hahn wurde Schriftstellerin und Ordensgründerin.
Ein um 1785 von Anton Graff gemaltes Porträt des Grafen wurde 1919 im Graff-Kabinett der Kunsthalle Hamburg gezeigt. Der Verbleib des Gemäldes ist nicht bekannt. Auch eine Porträtbüste des Grafen ist lange verschollen, sein Grab heute kaum noch bemerkbar. Die wissenschaftlichen Instrumente wurden von seinen Nachkommen verkauft, ein Teil davon diente der Sternwarte Königsberg als Erstausstattung. Sein Herschel-Teleskop wurde 1812 vom neapolitanischen Astronomen Federigo Zuccari für das neue Osservatorio Astronomico di Capodimonte gekauft. Heute ist der Spiegel dieses Teleskops im dortigen Sternwarten-Museum Museo degli Strumenti Astronomici ausgestellt. Seine wertvolle Bibliothek wurde in den Jahrzehnten seit von Hahns Tod mehrfach an andere Orte verbracht und ist heute nicht mehr auffindbar, nachdem Flüchtlinge nach Kriegsende in Basedow mit Büchern des Grafen die Öfen heizten. Jedoch erinnert bis heute ein Mondkrater namens Hahn an den großen deutschen Astronomen aus Mecklenburg.